# Katiba al-Tawhid wal-Jihad
Ne doit pas être confondu avec Jama'at al-Tawhid wal-Jihad.
La Katiba al-Tawhid wal-Jihad (arabe : كتيبة التوحيد والجهاد, le « Bataillon de l'unicité et du djihad » était un groupe salafiste djihadiste actif de 2014 à 2015, lors de la guerre civile syrienne.

## Logos et drapeaux

Logo de la Katiba al-Tawhid wal-Jihad.
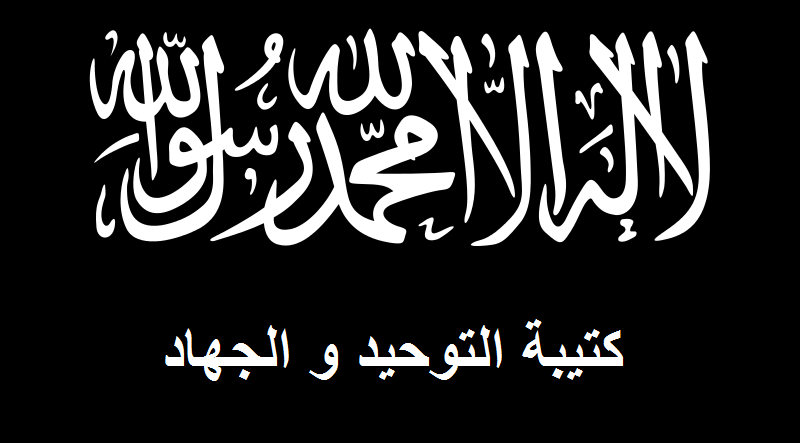
Drapeau de la Katiba al-Tawhid wal-Jihad.

## Histoire
La Katibat al-Tawhid wal-Jihad, aussi appelée Jannat Oshiqlari, est fondé le 28 décembre 2014. Le groupe pourrait être issu du Front al-Nosra, il rassemble des djihadistes ouzbeks mais compte aussi dans ses rangs des Syriens, des Ouïghours, des Kirghizes et d'autres combattants d'Asie centrale. Début 2017, il compte 200 hommes. Il est proche du Front al-Nosra, de Bukhari Imam Jamaat (en), de Jound al-Cham et du Parti islamique du Turkestan,. Son chef est Sirojiddin Mukhtarov, dit Abou Saloh al-Ouzbeki.
Le 2 juillet 2015, le groupe rejoint la chambre d'opérations Ansar al-Charia, active à Alep,,.
Le 29 septembre 2015, la Katiba al-Tawhid wal-Jihad prête allégeance au Front al-Nosra, puis par la suite à Hayat Tahrir al-Cham.

## Zones d'opérations
La Katiba al-Tawhid wal-Jihad est active dans les gouvernorats d'Alep, de Idleb et Lattaquié. Elle prend part à la bataille d'Alep, à la bataille de Jisr al-Choghour,, au siège de Nobl et Zahraa, au siège d'Abou Douhour, au siège de Foua et Kafraya et à la bataille de Khan Touman.